# Râul Bistra, Timiș
Râul Bistra, Timiș este un curs de apă, afluent al râului Timiș. 
Râul izvorăște din Lacul Bistra, în Munții Țarcu, în județul Hunedoara. Râul curge de la sud spre nord, aproximativ în lungul graniței dintre județul Caraș-Severin și județul Hunedoara, valea Bistrei delimitând munții Țarcu de Munții Poiana Ruscăi. În dreptul comunei Bucova, Caraș-Severin, apoi își schimbă cursul spre vest, vărsându-se în râul Timiș în aval de municipiul Caransebeș.

## Hărți
- Harta Munții Poiana Rusca  Arhivat în 12 martie 2010, la Wayback Machine.
- Harta Munții Țarcu/Muntele Mic  Arhivat în 28 martie 2010, la Wayback Machine.
- Harta Județului Caraș-Severin